# Uniara
Uniara és una ciutat del Rajasthan, antiga capital d'un estat del nizamat de Malpura a Jaipur a la riba del riu Galwa afluent del Banas a uns 115 km al sud-est de Jaipur (ciutat). El 1901 tenia 4.461 habitants i estava emmurallada. El rao d'Uniara pertanyia a la branca naruka dels rajputs kachwaha i pagava un tribut al darbar de Jaipur de 37.600 rupies. L'estat tenia una ciutat (Uniara) i 122 pobles, amb una població total el 1901 de 27.913 habitants, el 90% dels quals eren hindús i quasi tota la resta musulmans. Els ingressos s'estimaven aproximadament en 3 lakhs a l'any. Rao Raja Guman Singh va governar del 1887 al 1894 succeint a Sangram Singh.